# نمذجة جودة المياه

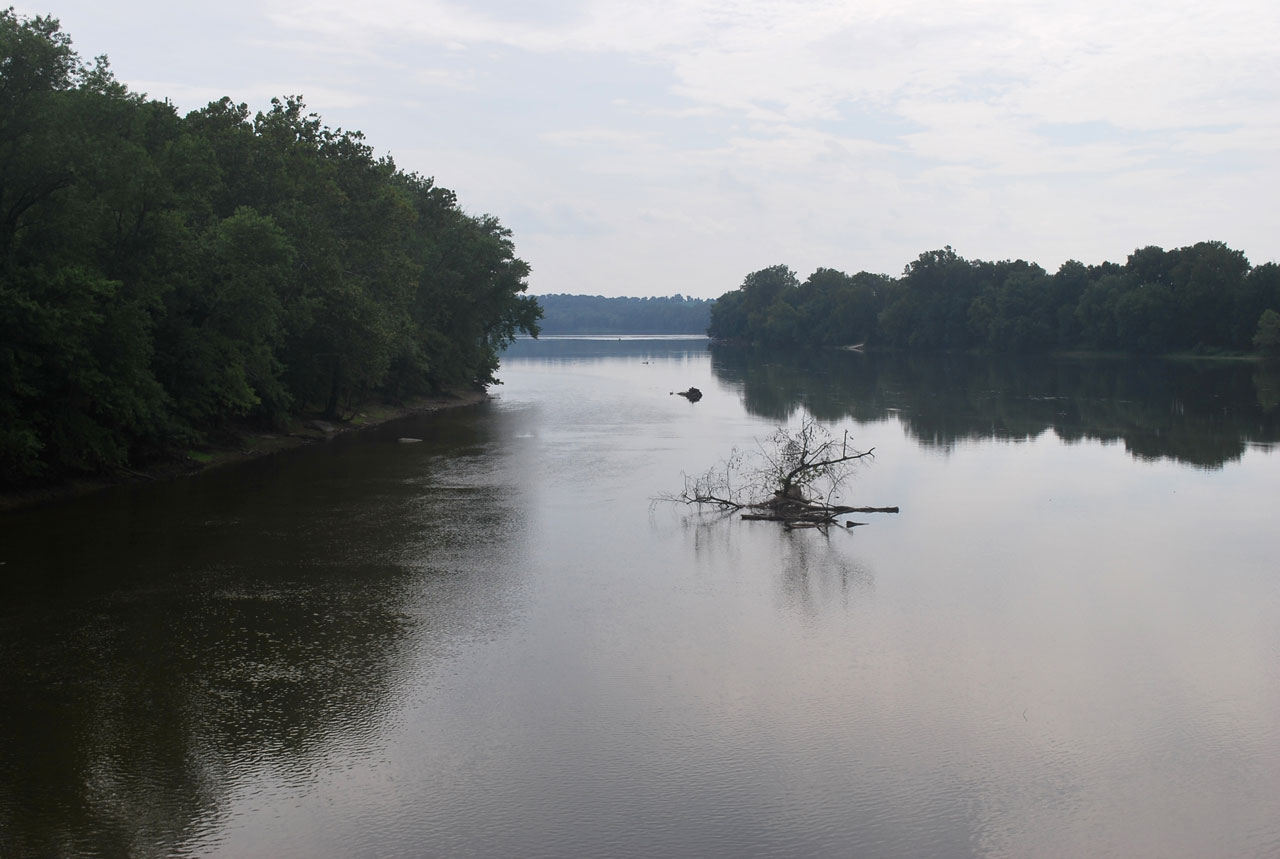

تتضّمن نمذجة جودة المياه (بالإنجليزية: Water quality managment)‏ التنبّؤَ بالتلوّث المائيّ باستخدام تقنيّات محاكاة رياضيّة، ويتكوّن نموذج جودة المياه المثاليّ من مجموعةٍ من التركيبات التي تمثّل الميكانيكيّات الفيزيائيّة، والتي بدورها تحددّ موقع وقوّة دفع الملوّثات في المجسّمات المائيّة.
كما تتوفّر النماذج لعناصر ومكوّنات النظام المائيّ مثل الجريان السّطحي، وتتوفر للأحواض التي تمثّل نموذج النقل الهيدرولوجي، وللمحيطات، ومصبّات الأنهار.
يمكن استخدام طرق الفرق المحدود الرياضيّة للتحليل، وفي أغلب الأحيان، يتم طلب نماذج حاسوبية معقّدة.

## أساسيات النمذجة
```
ينبغى لأي نمذجةٍ أن تكون قائمةً على:
```

1. قانون حفظ الكتلة.
2. قانون حفظ الطاقة.
3. قانون نيوتن الأول. [1]

## التركيبات والثوابت المرتبطة بها
يتم نمذجة جودة المياه عبر نمذجة التراكيب التّالية:
- تركيب موازنة حرارة السطح.
- تركيب إعادة التهوية.
- تركيب الرقم الهيدروجيني والقاعدية.
- تركيب العناصر الغذائية (الأسمدة).
- تركيب الطحالب.
- تركيب البكتيريا الموجود في المسطح المائي.
- الأكسجين الذائب في المسطح المائي.
- تركيب العوائق الحيوانيّة في المسطح المائي.
- تركيب الكيبوهيدرات الأوكسيجينيّة في المسطح المائي.